# Танк (игры)
Танк (англ. tank) — в компьютерных или настольных ролевых играх — игрок, отвлекающий в бою внимание противника (монстра) на себя, предотвращающий нанесение урона слабозащищённым персонажам (например, магам или лучникам). Эта задача, зачастую, решается путём использования специфических умений танка, основанных на искусственном наборе ненависти (держать «агро»). Терминология используется в основном в MMORPG.
Основная задача танка: держать на себе монстров и выдерживать получаемый от них урон, в то время как ДД (Damage Dealers) наносят большой урон, а хилеры (Healers) занимаются поддержкой партии.
Однако такое «однозадачное» поведение было характерно для ранних, примитивных MMORPG. В играх с современной механикой танк не просто стоит на месте и получает урон, а занимаются и другими задачами.
Правильное позиционирование врагов — боссов и групп мобов — задача именно танка. Он должен ставить их в удобное для всей партии положение, например — отворачивать в сторону боссов с сильной фронтальной атакой, которая бьёт направленно по площади, чтобы ей не накрывало всю группу.
Также в задачи танка входит (если это позволяет игромеханика):
- сбор в одну кучу мобов для удобства их поражения атаками по площади;
- контроль толпы (crowd control) — обездвиживание, замедление, вывод из равновесия;
- бафф (buff) — усиление сопартийцев (повышение их здоровья, сопротивляемости урону и др);
- наложение на противника дебаффов (debuff), то есть ослабления его атак, снижение его сопротивления и пр.;
- иногда — снятие дебаффов с сопартийцев, если хил очень занят другими делами.

Для выполнения этих задач существуют как специальные скиллы класса, так и специальные сеты (наборы экипировки), которые могут в некоторых играх давать бонусы не только одному игроку, но и всей партии.
Кроме того, если это позволяет игромеханика игры, танку нередко полезно уметь подлечивать как минимум себя. Если же речь идёт не о стандартной партии со всеми ролями (танк, хил, несколько ДД), а случайной небольшой группе без хила, то умение массового лечения по площади может быть очень в тему, так как ДД всё развитие направляют в увеличение своего урона.
Класс назван по аналогии с боевой техникой. Персонаж, имеющий мощную защиту. Глобальная задача танка — прорвать оборону противника и отвлечь на себя его атаку, дав тем самым возможность ДД (от англ. Damage Dealer) (атакующим персонажам) уничтожить противника.
Для выполнения своих функций «танки» также должны обладать хорошей защитой (defense) и большим запасом здоровья (hit/health points, HP).
В некоторых играх возможно существование «легких» «evasion-танков». Такой персонаж специализируется на уклонении от атак, и если ему удаётся удерживать внимание монстра на себе в достаточной степени, evasion-танк может быть даже полезнее классического.
Как правило, в MMORPG в партии требуется один танк, но в некоторых игровых местах для прохождения требуется более десятка игроков, и в таком случае может быть целесообразно включить в состав партии двух танков. В таком случае их роли, как правило, отличаются.
- Основной танк (мейн-танк, от main tank) выполняет классическую работу: держит на себе босса, принимает урон и выживает там, где ляжет любой другой игрок. Соответственно, его экипировка должна давать ему много здоровья, сопротивляемости урону и т.д.
- Танк поддержки (офф-танк, от off-tank) в это время, как правило, собирает на себя оставшихся мобов, чтобы они не атаковали партию. Тактически может быть выгодно сначала убить мобов, затем босса, или наоборот — это решает конкретная ситуация в игре. Такой танк должен экипироваться с учётом поддержки группы, если это возможно.

Если основной танк всё же ляжет, задача офф-танка — сагрить босса, пока мейн-танка не воскресят.
Вместе с хилером танк образует ядро стандартной PvE-группы.
Танки также применяются при ускоренной «прокачке» персонажей низкого уровня, которые в противном случае не выжили бы в бою.
Танкование (танковать) — название процесса (действия) по отвлечению танком противника на себя или принятию танком бо́льшей части ударов противника на себя. На жаргоне игроков этот процесс могут назвать «агрить», «таунтить», «хейтить» (от англ. aggression, taunt, hate).
Строго регламентированных разграничений в этих терминах нет, игроки часто используют их как синонимы, но это неправильно. Механика в играх бывает разная, но в принципе таунт — это разовое действие, привлечение на себя атаки босса или моба, обычно проводится специальным умением. Агро же во многих играх имеет численное выражение, и если кто-либо будет сильно бить («дамажить, от damage) босса, то может «перетянуть» его на себя. При такой механике способности танка обладают мощным, количественно большим агро.
В некоторых играх персонажи других классов могут облегчить танкование, перенося часть своей «угрозы» на танка, увеличивая набираемую им «угрозу», просто «сбрасывая» набранную ими угрозу («скинь агро») специальными способностями. Танки, в свою очередь, могут перехватить часть повреждений, нацеленных на «опекаемых» ими игроков, даже если они на некоторое время теряют контроль над вниманием противника. С развитием класса танков появился ряд новых возможностей, которые заимствованы частично от других классов. Например, появились возможности для увеличения общего количества здоровья всей группы, создания защитного барьера, как для одиночного союзника, так и для всей группы, в которой состоит игрок.
В играх с общим указанием цели танки нередко совмещают функцию удержания «агро» с функцией указателя цели для других персонажей, которые наносят максимальные повреждения противнику, однако в особых случаях необходимо наличие в группе или рейде специального указателя цели («main assist»), который будет указывать группе на цель, отличную от той, на которой концентрирует внимание танк.
Следует учесть, что танк может переносить очень большой урон, но при этом сам не может причинить большой урон цели. Поэтому танк в чистом виде — это групповая роль в составе партии, и для соло-игры (квесты, ежедневные задания и проч.) неудобен. Вопрос обычно решается сменой экипировки с «танковой» на более подходящую для ДД и использованием соответствующего набора способностей. Полноценным ДД это танка не делает, но даёт возможность беспроблемно проходить соло-контент. Вопрос возможности и нюансов такого переключения ролей индивидуален для каждой конкретной игры.